# Национални пут Јапана 375
Национални пут Јапана 375 је Национални пут у Јапану, пут број 375, који спаја градове Куре и Ода, укупне дужине 163,4 км.